# Ingleses
Os ingleses são uma nação e grupo étnico celta-germânico da Europa setentrional. São geralmente associados à Inglaterra e à língua inglesa. A maioria dos ingleses vive na Inglaterra, maior subdivisão do Reino Unido.
Existem populações substanciais de descendentes de colonos e imigrantes ingleses nos Estados Unidos, Canadá, Austrália, África do Sul e Nova Zelândia.

## Estudo genético
No século V, a atual Inglaterra foi invadida pelos anglo-saxões, originários do norte da Alemanha e Dinamarca. Isso representou o fim do Império Romano na região. Por muito tempo, historiadores debateram sobre as consequências dessa invasão. Para alguns, os habitantes romano-britânicos foram dizimados pelos anglo-saxões, que repovoaram a região. Já para outros, os nativos sobreviveram e assimilaram a língua e a cultura dos invasores. Um estudo genético de 2015 analisou a ancestralidade dos britânicos e revelou que os ingleses do centro e do sul têm significativa contribuição anglo-saxã no seu DNA: de um máximo de 40%, podendo ser de um mínimo de 10%, com uma média estimada de 20%. Portanto, a teoria que os povos britânicos originais foram dizimados não é verdadeira, pois na realidade houve uma intensa miscigenação entre os nativos e os invasores.
Assim, os ingleses atuais são descendentes principalmente dos povos de cultura celta originais, cuja presença nas Ilhas Britânicas remonta a 10 mil anos, quando do fim da última Era Glacial. Os invasores anglo-saxões também deixaram seu legado genético, mas em menor proporção do que se imaginava. Porém, impuseram sua língua e sua cultura. Por outro lado, outros povos que também invadiram a atual Inglaterra, como os romanos, viquingues e normandos, praticamente não deixaram nenhum legado genético, tratando-se de uma migração pequena e de elite, que não alterou o perfil genético das massas.

### O Homem de Cheddar
Após um estudo genético em um fóssil humano de um homem que viveu na Inglaterra há 10 mil anos, encontrou-se que os primeiros britânicos modernos tinham pele de "escura a negra", olhos claros e cabelos escuros e anelados. Os atuais britânicos brancos são descendentes dessa população. Os cientistas acreditam que as populações que vivem na Europa ficaram com a pele mais clara ao longo do tempo porque a pele clara absorve mais luz solar, o que é necessário para produzir vitamina D, e isso ocorreu numa época de expansão da agricultura e de menor consumo da referida vitamina.

## Etnia
Sua formação étnica é o resultado da mistura dos seguintes povos similares:
- Anglos, povo germânico ocidental, muito significativo na formação étnica da população;
- Saxões, povo germânico ocidental, muito significativo na formação étnica da população;
- Jutos, povo germânico ocidental, muito significativo na formação étnica da população;
- Bretões, povo celta, muito significativo na formação étnica da população;
- Normandos, povo germânico setentrional, significante na formação étnica da população;
- Frísios, povo germânico ocidental, uma menor contribuição (menos do que 0,25%);
- Viquingues, povo germânico setentrional, uma menor contribuição (menos do que 0,25%);
- Francos ripuários, povo germânico ocidental, uma menor contribuição (menos do que 0,25%);
- Romanos, povo latino, uma menor contribuição (menos do que 0,25%).

## Cultura
A cultura de Inglaterra é às vezes difícil de separar claramente da cultura do Reino Unido,[carece de fontes?] tão influente a cultura inglesa tem sido nas culturas das Ilhas Britânicas e, de outro lado, considerando a extensão à qual outras culturas influíram na vida em Inglaterra.